# Полуденний Микола Михайлович
Мико́ла Миха́йлович Полуде́нний (* 10 квітня 1938, Дніпропетровськ — † 19 листопада 2005, Гурзуф) — український співак (баритон) радянських часів. Народний артист Української РСР (1978). Заслужений артист РРФСР (1971), нагороджений орденом Дружби народів.

## Життєпис
Виріс в Гурзуфі, змалечку мав красивий добре поставлений голос. На святі пісні в Криму виконав пісню В. Мураделі «Партія наш рульовий», де його почув Іван Козловський, котрий й порадив поступати в консерваторію. В часі навчання на 4-у курсі стає переможцем Всеукраїнського конкурсу вокалістів. 1961 року закінчив Київську консерваторію по класу О. Гродзинського, 1965 — у нього ж аспірантуру.
В 1966—1974 роках виступає як соліст Куйбишевського, з 1974 у Дніпропетровському театрі опери та балету.
Гастролював в СРСР та за кордоном, виступав у спектаклях практично у всіх театрах колишнього СРСР.
Був головою журі кримських вокальних конкурсів — 2001—2003 — «Кримська весна» та «Царський салон», 2004 — «Золота колиска».
Виконав близько 30 партій, з них
- Бабушкін — «Дніпрові пороги» Колодуба,
- Демон — опера Рубінштейна,
- Дон Жуан — В. А. Моцарта,
- Олег Кошовий — «Молода гвардія» Мейтуса,
- Євгеній Онєгін, опера Чайковського,
- Мазепа — «Мазепа» Чайковського,
- Ріголетто — Ріголетто — Джузеппе Верді,
- Жермон — «Травіата» Верді,
- Амінасро — «Аїда» Верді,
- Граф ді Луна — «Трубадур» Верді,
- Ескамільйо — «Кармен» Жоржа Бізе,
- Маркіз ді Поза — «Дон Карлос» Верді,
- Володимир Ульянов — «Брати Ульянови» Мейтуса,
- Олег Кошовий — «Молода гвардія» Мейтуса,
- Альмавіва, Фігаро — «Севільський цирульник» Джоакіно Россіні,
- Шакловитий, «Хованщина» Мусоргського,
- Годунов — «Борис Годунов» Мусоргського,
- Грязной — «Царева наречена» Римського-Корсакова,
- Каніо — «Паяци» Леонкавалло,
- Алеко — «Алеко» С. Рахманінова,
- Граф Данило — «Весела вдова» Легара,
- Генріх Айзенштайн — «Кажан» Й. Штрауса,
- Малатеста — «Дон Паскуале» Г. Доніцетті, в російській обробці «Дзвоник»,
- Вантажник Краун — «Поргі і Бесс» Джорджа Гершвіна,
- Мішук — «Тихий Дон» І. Дзержинського,
- Інженер — «Вірінея» С. Слонімського,
- Телєгін, «Ходіння по муках» А. Спадавеккіа.

Повернувся в Гурзуф з дружиною — полишили Дніпропетровськ через непорозуміння із керівництвом театру, із 1996 року працювали в Кримському гуманітарному університеті — викладачі вокалу, ялтинській школі «Райдуга», гурзуфській музичній школі. В 1999—2005 роках очолював місцеві вокальні конкурси, виступав у музеї Пушкіна в Гурзуфі.
Дружина — Мілія Іванівна Полуденна (1946—2004), співачка, заслужена артистка України. З чоловіком поховані на Старому гурзуфському кладовищі.
На початку травня проводяться фестивалі — конкурси вокалістів імені Мілії та Миколи Полуденних.